# Демерара (родовище)
Демерара (англ. Demerara) — великий бокситорудний район в Гаяні, в басейні річок Демерара, Бербіс, Ессекібо.

## Характеристика
Включає близько 100 родовищ на території 150х25 км. Родовища переважно латеритного типу, сформовані по метаморфічних породах докембрію і піщано-глинистим відкладам кайнозою.
Найбільші родовища: Макензі (Лінден), Кваквані (Ітуні). Сумарні запаси всіх родовищ Демерара — 800 млн т. Руди складені переважно гібситом (до 95%), бемітом, гематитом, каолінітом, анатазом. Вміст Al2O3 60-63%.

## Технологія розробки
Розробляється відкритим способом.